# Scotopelia
Scotopelia Bonaparte, 1850 è un genere di uccelli rapaci notturni della famiglia degli Strigidi, diffuso in Africa.

## Tassonomia
Comprende le seguenti specie:
- Scotopelia peli Bonaparte, 1850
- Scotopelia ussheri Sharpe, 1871
- Scotopelia bouvieri Sharpe, 1875